# Herbert Schmalstieg

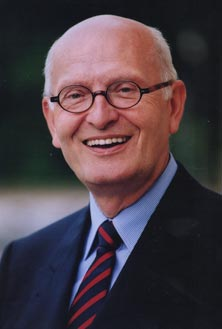
Herbert Schmalstieg

Herbert Schmalstieg (* 8. Juni 1943 in Hannover) ist ein deutscher Politiker. Er war von 1972 bis 2006 Oberbürgermeister der niedersächsischen Landeshauptstadt Hannover, 1972 bis 1996 im Ehrenamt. Herbert Schmalstieg war bei Amtsantritt der jüngste Oberbürgermeister einer bundesdeutschen Großstadt. Zudem ist er der Oberbürgermeister einer bundesdeutschen Großstadt, der am längsten ununterbrochen im Amt war.

## Leben
Herbert Schmalstieg absolvierte eine Ausbildung zum Sparkassenkaufmann bei der Stadtsparkasse Hannover, qualifizierte sich zum Sparkassenbetriebswirt und war später Abteilungsdirektor bei der Stadtsparkasse Hannover. In einem Abendstudium an der Werbefachlichen Akademie machte er zudem einen Abschluss als Werbeassistent. Er ist in zweiter Ehe mit der ehemaligen niedersächsischen Landesministerin Heidrun Merk verheiratet und hat zwei Kinder aus erster Ehe.

## Politische Karriere
Herbert Schmalstieg trat im Jahr 1960 in die SPD ein und hatte von 1961 bis 1971 verschiedene Funktionen bei den Jungsozialisten inne. Seit 1966 war er Vorstandsmitglied des SPD-Unterbezirks Hannover-Stadt. In den Jahren 1973 bis 1981 fungierte er als stellvertretender Vorsitzender, von 1981 bis 1987 als Vorsitzender des SPD-Unterbezirks.
Seit 1968 gehörte Herbert Schmalstieg dem Rat der Stadt Hannover an.
In den Jahren 1986 bis 1996 (11. Wahlperiode, 12. Wahlperiode und in der 13. Wahlperiode bis zum 13. November 1996) gehörte Herbert Schmalstieg als gewählter Direktkandidat des Landtagswahlkreises 34 (Hannover-List) dem Niedersächsischen Landtag an.

## Oberbürgermeister

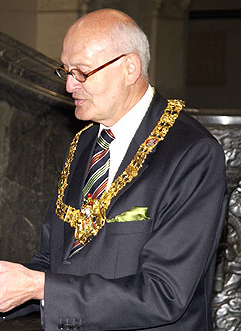
Herbert Schmalstieg 2005 mit der Amtskette des Oberbürgermeisters von Hannover

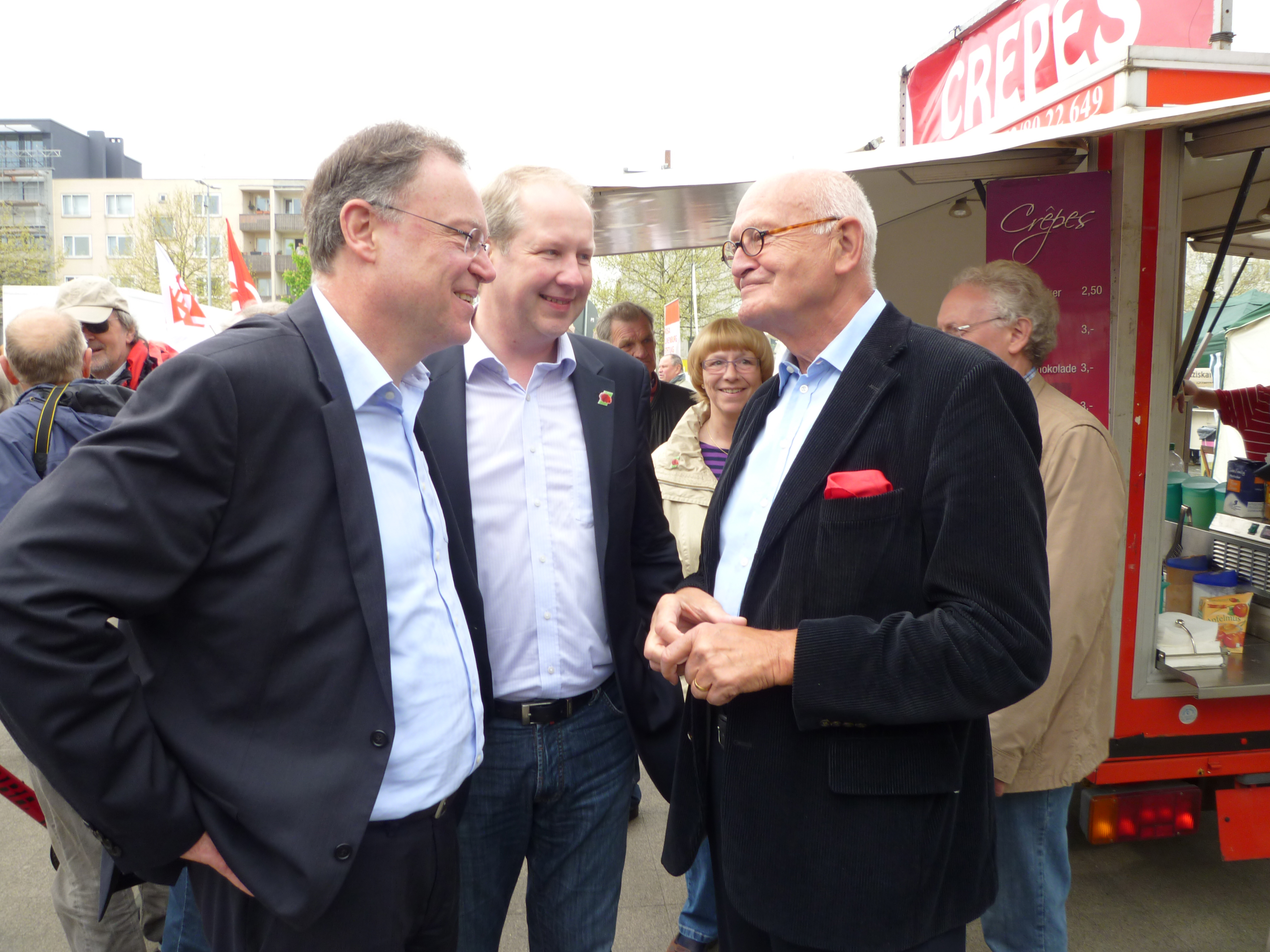
Am 1. Mai 2012 mit seinen Nachfolgern Stephan Weil und Stefan Schostok

Im Alter von 28 Jahren trat er am 26. Januar 1972 erstmals den Posten des ehrenamtlichen Oberbürgermeisters der Landeshauptstadt Hannover an. Bei seiner Wahl war Herbert Schmalstieg der jüngste Oberbürgermeister einer bundesdeutschen Großstadt. Nach der bis 1996 geltenden niedersächsischen Kommunalverfassung (Modell der norddeutschen Ratsverfassung) war Schmalstieg als Oberbürgermeister „nur“ aus dem Kreis des Rates gewählt und damit Vorsitzender der Ratsversammlung. Ihm kamen überwiegend repräsentative Aufgaben zu. Neben dem Oberbürgermeister gab es noch den Oberstadtdirektor, der als Verwaltungschef fungierte und ein Beamter war, der die Zugangsvoraussetzungen zum höheren Dienst erfüllen musste.
Herbert Schmalstieg engagierte sich im Niedersächsischen und im Deutschen Städtetag. In den Jahren 1973 bis 1982 war er Vorsitzender des Niedersächsischen Städtetages, ab 1974 bis 1996 war er Mitglied im Präsidium des Deutschen Städtetages und von 1986 bis 1989 dessen Präsident. Nach Ende seiner Präsidentschaft wurde er zum Ehrenmitglied des Städtetags gewählt.
Mit der Änderung der niedersächsischen Kommunalverfassung wurde das Amt des Oberbürgermeisters mit dem des Verwaltungschefs vereinigt, der seither direkt von den Bürgern gewählt wird. Dieser Wahlbeamte ist nicht an die beamtenrechtlichen Qualifikationserfordernisse gebunden.
Bei der ersten Direktwahl nach der Änderung des niedersächsischen Kommunalrechts wurde Schmalstieg am 29. September 1996 zum hauptamtlichen Oberbürgermeister gewählt.
Während seiner Amtszeit fand in Hannover die in der rot-grünen Rathauskoalition äußerst umstrittene Expo 2000 statt. Durch diese Weltausstellung konnten viele Projekte, besonders aber ein Ausbau der Infrastruktur Hannovers, realisiert werden, die ansonsten erst viel später und unter schwierigeren Umständen möglich gewesen wären.
Am 9. September 2001 wurde er für weitere fünf Jahre in seinem Amt als Oberbürgermeister der Landeshauptstadt Hannover bestätigt.
Zu den Kommunalwahlen im September 2006 kandidierte Herbert Schmalstieg nicht mehr, Nachfolger wurde sein langjähriger Stadtkämmerer Stephan Weil, der Kandidat der SPD war. Am Samstag, dem 28. Oktober 2006, wurde Herbert Schmalstieg mit einem Festakt aus seinem Amt verabschiedet. Die Amtszeit endete am 31. Oktober 2006.

## Ehrenamtliche Tätigkeiten
Im Jahr 1968 war er Mitbegründer des hannoverschen Club Voltaire.
Von 2007 bis 2018 war Herbert Schmalstieg Vorsitzender der Wilhelm-Busch-Gesellschaft (seit 2018 Ehrenvorsitzender).
Bis Januar 2014 war er Patron der Marktkirche Hannover.
Beirat der Kurdischen Gemeinde Deutschland

## Auszeichnungen
- Commander of the British Empire (CBE)[1]
- 1997: Ehrendoktorwürde der Rechte (LLD) der Universität Bristol[7]
- Ehrenpräsident der Internationalen Vereinigung der EXPO-Städte und -Regionen (AVE)[1]
- 2002: Ehrenprofessur der Tongji-Universität Shanghai[8]
- 2005: Chevalier dans l’Ordre national de la Legion d’Honneur der Republik Frankreich[9]
- 2006: Niedersächsische Landesmedaille[10][11]
- 2006: Ehrendoktorwürde des Rechts (LLD) der University of the West of England (UWE)[12]
- 2006: Orden vom Aztekischen Adler der Vereinigten Mexikanischen Staaten (Stufe unbekannt)[13]
- 2006: Ehrenstatue Hipolit Cegielski der Hipolit-Cegielski-Gesellschaft[14]
- 2006: DEMO-Kommunalfuchs der DEMO. Die Monatszeitschrift für Kommunalpolitik
- 2006: Für Verdienste um die Fußball-Weltmeisterschaft 2006 vom DFB ausgezeichnet
- 2007: Zehnter Ehrenbürger der Landeshauptstadt Hannover seit 1945[15]
- 2007: Ehrenmitglied des Deutschen Städtetages[1]
- 2007: Ehrenpräsident des Niedersächsischen Städtetages[1]
- 2007: Erster Träger der Messe-Medaille in Gold der Deutschen Messe AG Hannover[16]
- 2009: Kyokujitsu chūjushō (旭日中綬章 – wörtlich: Mittlerer Orden der Aufgehenden Sonne am Band), 3. Stufe, Japan[17][18]
- Verdienstkreuz Erster Klasse des Verdienstordens der Bundesrepublik Deutschland[1]
- Großes Silbernes Ehrenzeichen mit Stern für Verdienste um die Republik Österreich[1]
- Komandoria-Auszeichnung der Republik Polen[1]
- Commandeur de l’Ordre du Phenix der Republik Griechenland[1]
- Großkreuz des Ordens Isabel la Católica des Königreichs Spanien[1]
- Ehrenbürger von Hiroshima, Poznań und New Orleans[1]
- Goldene Magnolie (zweithöchster Orden) der Stadt Shanghai[1]
- Goldener Alexander I. Klasse, Auszeichnung der Fachhochschule Thessaloniki[1]
- Ehrenvorsitzender der Sozialdemokratischen Gemeinschaft für Kommunalpolitik in der Bundesrepublik Deutschland e. V.[19]

## Schriften (Auswahl)
- Jüdisches Erbe in Hannover – Botschaft und Herausforderung, Hannover: Gesellschaft für Christlich-Jüdische Zusammenarbeit, [1984]
- Herbert Schmalstieg (Hrsg.), Arno Brandt, Miriam Nolting (Mitarb.): Zukunftsfähiges Hannover. Wege zur nachhaltigen Entwicklung einer Großstadtregion, Hannover: Buchdruckwerkstätten Hannover, ISBN 3-89384-013-3, [o. D., circa 1996]
- Herbert Schmalstieg (Hrsg.), Britta Grashorn (Text), Rolf Nobel (Mitarb.): Hannover – Stadt in Bewegung, in der Edition Calenberg, Hannover: Schlütersche Verlagsgesellschaft, 2001, ISBN 3-87706-666-6; Inhaltsverzeichnis